# Eburodacrys nemorivaga
Eburodacrys nemorivaga är en skalbaggsart som beskrevs av Pierre Émile Gounelle 1909. Eburodacrys nemorivaga ingår i släktet Eburodacrys och familjen långhorningar.
Artens utbredningsområde är:
- Paraguay.
- Venezuela.

Inga underarter finns listade i Catalogue of Life.